# IPv6-адреса

IPv6-адреса, (IP-адреса версії 6, англ. IPv6 address, Internet Protocol Version 6 address) — це ідентифікатор (унікальний числовий номер) мережевого інтерфейсу комп'ютерa або іншого пристрою, що є членом IPv6-мережі (Інтернет-мережі версії 6).
IPv6-адреса служить для однозначної ідентифікації окремого мережевого інтерфейсу хоста в IT мережі. Таким чином створюється можливість маршрутизації IPv6-пакетів між хостами.
IPv6 є наступником Інтернет-Протоколу версії 4 (IPv4). На відміну від IPv4, який має 32-бітові IP-адреси, IPv6-адреси мають розмір 128 біт. Таким чином, протокол IPv6 має значно більший адресний простір у порівнянні з IPv4.

## Класи IPv6-адрес

Бінарний розклад IPv6-адреси

IPv6-адреси класифікуються наступним чином:
- Індивідуальна адреса[en] (unicast) використовується для передачі пакета до конкретного інтерфейсу хоста
- Альтернативна адреса[en] (anycast) назначається групі інтерфейсів, які зазвичай не належать одному хосту. Пакет, який було надіслано по цій адресі, доставляється до найближчого від відправника інтерфейсу, до інших інтерфейсів з тією ж самою IPv6-адресою пакет не доставляється. Альтернативні адреси мають такий же самий формат, як і індивідуальні адреси.

- Групова адреса (multicast) використовується спеціальними протоколами для одночасної передачі пакетів від одного відправника до багатьох хостів-отримувачів, які мають однакову групову адресу.
- Місцева локальна (site-local) Використовувалася як аналог приватної IPv4 адреси. Перші 10 біт мають вигляд 1111111011, отже адреса завжди починається із октету FEC0. Наступні 54 біти - ідентифікатор мережі, останні 64 біти - ідентифікатор інтерфейсу. У 2004 місцеві локальні адреси визнано застарілими[2], але мережі, де ці адреси вже використовуються, можуть продовжити їх використання.

На відміну від протоколу IPv4 IPv6 не має поняття широкомовної адреси (broadcast).

## Формати адрес
IPv6-адреса складається з 128 біт. В свою чергу повна адреса поділяється на групи бітів за визначеною логікою.

### Формати unicast та anycast-адрес
Unicast- і anycast-адреси звичайно складаються із двох частин — 64-бітного префікса мережі та 64-бітного ідентифікатора адреси інтерфейсу безпосередньо в цій мережі. В свою чергу префікс мережі поділяється на так званий префікс маршрутизації (routing prefix) та на адресу підмережі (subnet). Безпосередньо адреса інтерфейсу хоста отримується автоматично на основі його MAC-адреси чи від DHCP-сервера або в разі необхідності може встановлюватися статично.
| поле            | префікс маршрутизації | підмережа | інтерфейс хосту |
| кількість бітів | 48 — 64               | 0 — 16    | 64              |
Для сегментно-локальних адрес (link-local) визначено інший формат:
| поле            | префікс | нулі | інтерфейс хосту |
| кількість бітів | 10      | 54   | 64              |
Поле префікс містить 1111111010, далі йдуть 54 нулів. Таким чином, це можна подати у шістнадцятковому форматі як fe80::/64.

### Формат multicast-адрес
Multicast формуються за специфічними правилами в залежності від використання:
| field           | префікс | флаг | діапазон (scope) | ідентифікатор групи |
| кількість бітів | 8       | 4    | 4                | 112                 |
Поле префікс містить 1111111, тобто це можна подати у шістнадцятковому форматі як ff::/8
Наразі три з чотирьох бітів флагу є визначеними; перший біт зарезервовано для майбутнього використання.
| біт | флаг                        | коли значення 0              | коли значення 1                       |
| --- | --------------------------- | ---------------------------- | ------------------------------------- |
| 8   | зарезервований              | зарезервований               | зарезервований                        |
| 9   | R (Rendezvous) Рандеву[4]   | Рандеву-точка не вставлена   | Рандеву-точка вставлена               |
| 10  | P (Prefix) Префікс[5]       | Без префікс-інформації       | Адреса на основі префікса мережі      |
| 11  | T (Transient) Транзитний[1] | Добре знана multicast-адреса | Динамічно призначена multicast-адреса |

## Представлення
IPv6-адреса представляється як вісім груп по чотири шістнадцяткові цифри, кожна група становить 16 біт (два октети). Групи розділяються між собою двокрапкою " : ". Приклад IPv6-адреси:
```
   
2001:0db8:0000:85a3:0000:8a2e:0370:7334
```

Шістнадцяткові цифри можуть подаватися без урахування регістру, але рекомендації IETF передбачають використання малих літер. IPv6-адрес можуть подаватися з використанням визначених правил для компактного запису.
- Нулі на початкову групи не пишуться:

```
   
2001:db8:0:85a3:0:8a2e:370:7334
```

- Групи з самих нулів можуть замінятися " :: ", але для запобігання неоднозначностей лише один раз.
  - Коли маємо більше двох таких груп, то заміну робимо для найдовшої.
  - Якщо довжина груп нулів однакова, тоді для найлівішої.

Таким чином отримаємо:
```
     
2001:db8::85a3:0:8a2e:370:7334
```

Для відокремлення адреси мережі від адреси хосту за аналогією з IPv4-адресами використовується CIDR-запис, наприклад:
```
     
2001:db8::85a3:0:8a2e:370:7334/64
```

Маски підмереж на відміну від IPv4 не використовуються.